# American Splendor
American Splendor è un film biografico del 2003 basato sulla vita del fumettista Harvey Pekar, autore della serie a fumetti American Splendor.
Il film è una semitrasposizione del fumetto, ma tende a drammatizzare l'intera vita di Pekar. La regia e la sceneggiatura sono state affidate entrambe ai documentaristi Shari Springer Berman e Robert Pulcini.
Gli attori Paul Giamatti e Hope Davis hanno rispettivamente interpretato Pekar e sua moglie Joyce Brabner.
È stato presentato nella sezione Un Certain Regard al 56º Festival di Cannes.

## Trama
Harvey Pekar vive a Cleveland e fa l'archivista in un ospedale. Ha problemi alle corde vocali dovuti al troppo urlare e rischia di perdere la voce. La moglie lo lascia, stanca della vita assieme a lui. Harvey vive in solitudine e la sua unica compagnia sono le conversazioni sulla musica e la vita quotidiana con i suoi colleghi di lavoro. È un appassionato collezionista di fumetti e dischi, in prevalenza jazz. Ad un mercatino dell'usato nel cortile di un privato conosce Robert Crumb, che di lì a poco diventerà un famoso fumettista underground. Harvey e Robert iniziano a frequentarsi e diventano amici. Harvey capisce che non può continuare a sprecare la sua vita. Anche lui vuole scrivere fumetti, e sarà proprio Crumb ad illustrare le sue prime storie, che sono autobiografiche, sulla vita di tutti i giorni. È grazie alla sua serie intitolata American Splendor che Harvey conosce la proprietaria di un negozio di fumetti del Delaware, Joyce Brabner, e se ne innamora.

## Riconoscimenti
- National Board of Review Awards 2003: miglior performance rivelazione maschile (Paul Giamatti)
- Festival del cinema americano di Deauville 2003: Premio della critica internazionale
- Gotham Awards 2003: regista rivelazione